# Кладбище домашних животных (фильм, 2019)
«Кла́дбище дома́шних живо́тных» (англ. Pet Sematary) — американский фильм ужасов о сверхъестественном 2019 года режиссёров Кевина Колша и Денниса Уидмайера по мотивам одноимённого романа Стивена Кинга. Является ремейком одноимённого фильма 1989 года. Главные роли исполнили Джейсон Кларк, Эми Сайметц и Джон Литгоу. Выход в прокат в США состоялся 5 апреля 2019 года, в России — днём раньше.

## Сюжет
Врач из Бостона Луис Крид переезжает в маленький городок Ладлоу со своей семьёй: женой Рэйчел, детьми Элли и Гейджем, а также котом Чёрчем. Гуляя по лесу, окружающему их новый дом, Элли натыкается на процессию странных детей, которые везут умершую собаку на кладбище, с надписью «Кладбище домашних животных». Сосед семьи, Джуд Крэндалл, предупреждает Элли и Рэйчел, что леса опасны и чтобы они не выходили на улицу в одиночку.
В университетской больнице в присутствии Луиса умирает студент Виктор Паскоу из-за последствий автомобильной аварии. Переживающий инцидент Луис в ночь после смерти студента видит яркий сон, в котором Паскоу ведёт его к задней части кладбища животных и предупреждает «не выходить за пределы». Луис просыпается и обнаруживает, что его ступни и простыни покрыты грязью.
На Хэллоуин Чёрча сбивает грузовик. Джуд ведёт Луиса мимо кладбища домашних животных к древнему могильнику, когда-то использовавшемуся индейцами, чтобы похоронить кота. На следующий день, к шоку Луиса, Чёрч возвращается домой живым, хотя и заметно более агрессивным. Кот царапает Элли и жестоко разрывает пойманную птицу. Луис требует объяснений от Джуда, и тот говорит ему, что могильник позади кладбища домашних животных способен вернуть из мёртвых и, как некоторые верят, там живёт дух, известный как Вендиго. После того как Чёрч нападает на Гейджа, Луис пытается усыпить его, однако в итоге решает не убивать кота и выпускает его на шоссе. При этом он говорит Элли, что Чёрч убежал.
Семья устраивает вечеринку по случаю дня рождения Элли, однако та, увидев Чёрча на дороге, бросается к нему и насмерть сбивается большим грузовиком. Семья шокирована горем, Рэйчел на время уезжает к своим родителям вместе с Гейджем. Джуд, чувствуя, что Луис планирует воскресить Элли, предупреждает скорбящего отца, что «иногда мёртвые лучше, чем живые». Однако горе и вина Луиса побуждают его осуществить свой план. Накачав наркотиками Джуда, Луис достаёт тело Элли из могилы и закапывает в мистическом могильнике. Элли возвращается из мёртвых, однако она сразу же ведёт себя ненормально и злобно.
Тем временем Рэйчел посещают видения её мёртвой сестры Зельды, смерть которой от спинального менингита повлияла на неё в детстве. Гейдж также видит призрак Виктора, а тем временем Джуд просыпается и ругается с Луисом. Настаивая на том, что всё в порядке, Луис выставляет Джуда, однако тот замечает Элли, наблюдающую за ним из окна её спальни. В ужасе Джуд бежит к себе домой и достаёт пистолет, чтобы убить Элли. Пока он ищет её, его отвлекает кот, что позволяет Элли нанести удар Джуду и прирезать его скальпелем Луиса.
Рэйчел и Гейдж возвращаются домой и видят живую Элли. Не в силах поверить, что её дочь вернулась из мёртвых, шокированная Рэйчел бежит наверх с Гейджем. Элли наносит удар Рэйчел в живот, но ей удаётся сбежать наверх в ванную с Гейджем и запереться там. Луис тем временем находит тело Джуда и возвращается в дом, где видит напуганную Рэйчел, которая скидывает ему в руки Гейджа из окна ванной на втором этаже. Луис ловит Гейджа, и в это время Элли наносит удар в спину матери. Луис запирает Гейджа в машине и возвращается наверх, чтобы найти умирающую Рэйчел, которая умоляет не хоронить её на кладбище домашних животных.
Элли вырубает Луиса, затем тащит тело Рэйчел в лес и хоронит её на кладбище домашних животных. Луис приходит в себя и собирается умертвить Элли в лесу, но в последний момент его убивает воскресшая Рэйчел, и его тоже хоронят там. Трое воскресших членов семьи сжигают дом Джуда до основания и идут к машине, в которой всё ещё сидит Гейдж. Воскресший Луис открывает дверь машины.

## В ролях
- Джейсон Кларк — Луис Крид
- Эми Сайметц — Рэйчел Крид
- Джон Литгоу — Джад Крэндалл
- Жете Лоранс — Элли Крид
- Хьюго и Лукас Лавуа — Гейдж Крид
- Обсса Ахмед — Виктор Паскоу
- Алисса Брук Левин — Зельда
- Мария Эррера — Марсела
- Жакоб Лемьё — мышелиций
- Мэверик Фортин — собаколицый
- Лу Феррандо — кроликолицый
- Наджия Муипатайи — котолицый
- Розали Друан — лошаделицая

## Производство
В начале 2010-х студия Paramount Pictures планировала выпустить новую экранизацию романа Стивена Кинга. Сценарий готовили Дэвид Кайганич и Мэтт Гринберг, последний из которых ранее работал над адаптацией рассказа Стивена Кинга «1408», позже их сменил Джефф Бахлер, написавший сценарий за 3 месяца.
В 2015 году Гильермо дель Торо заявил, что хотел бы снять экранизацию романа: «Очень мрачное произведение. Невозможно оторваться. Убил бы за возможность снять фильм по мотивам», — говорил он.
Позже режиссировать картину поручили Хуану Карлосу Фреснадильо. Затем заменили и его.

## Критика
Фильм получил в основном средние оценки кинокритиков. На сайте Rotten Tomatoes у него 56 % положительных рецензий на основе 280 отзывов. Критический консенсус вебсайта гласит: «„Кладбище домашних животных“ использует первоисточник в разных направлениях, но этот ремейк больше напоминает эксгумацию, чем возрождение». На Metacriticе — 57 баллов из 100 на основе 42 рецензий, что соответствует статусу «смешанные или средние отзывы».